# Molí del Ballestar (Vilada)
El molí del Ballestar és un molí fariner ubicat al terme municipal de Vilada, el Berguedà que està inventariat com a patrimoni immoble al mapa de patrimoni de la Generalitat de Catalunya amb el número d'element IPAC-3737. L'edifici, que havia tingut un ús industrial, en l'actualitat només és usat com a habitatge de segona residència. Està en bon estat de conservació.

## Situació geogràfica i accessos
El molí del Ballestar està situat a la carretera que uneix Vilada amb Castell de l'Areny.

## Descripció i característiques
El molí del Balletar és una construcció de planta gairebé quadrada, de tres plantes, coberta a dues vessants i amb el carener perpendicular a la façana, orientada a migdia. Els murs estan fets amb maçoneria sense arrebossar i les finestres i portes amb llindes de fusta. Al primer i segon nivell hi havia el casal moliner destinat a habitatge i els mecanismes del molí se situaren a la part inferior. Abandonat després de la guerra civil, ha estat restaurat com a segona residència els últims anys del segle xx.

## Història
El molí del Ballestar fou construït al peu de la riera de Merdançol o de Vilada a finals del segle xvii o començaments del xviii.